# 10880 Kaguya
10880 Kaguya eller 1996 VN4 är en asteroid i huvudbältet som upptäcktes den 6 november 1996 av den japanska astronomen Naoto Satō vid Chichibu-observatoriet. Den är uppkallad efter den japanska rymdsonden SELENE.
Asteroiden har en diameter på ungefär 4 kilometer och den tillhör asteroidgruppen Koronis.